# Crossomitrium paulense
Crossomitrium paulense là một loài rêu trong họ Pilotrichaceae. Loài này được Broth. & Sebille mô tả khoa học đầu tiên năm 1925.
Danh pháp khoa học của loài này chưa được làm sáng tỏ. 